# レゼルボア
レゼルボア（独: reservoir、英: reservoir、リザーバー）とは生物、土壌、有機物などの中で、病原体が維持され、感受性動物に対して伝播される状態になっている領域であり、自然界において存続するための本来の棲家を意味する。病原巣とも呼ばれる。感受性動物に侵入する直前の領域である感染源とは直接伝播の感染症では一致するが、中間宿主を必要とする寄生虫病や節足動物媒介性感染症では両者は異なる。
似た意味の言葉に、自然宿主・保有宿主・保菌動物などがある。侵入を受けた感受性動物の病原体生息域は感染巣とよばれる。